# Loxosceles neuvillei
Espèce
Loxosceles neuvillei est une espèce d'araignées aranéomorphes de la famille des Sicariidae.

## Distribution
Cette espèce se rencontre en Afrique de l'Est.

## Publication originale
- Simon, 1909 : Arachnides. Première partie. Voyage de M. Maurice de Rothschild en Éthiopie et dans l'Afrique orientale anglaise (1904-1906). Annales de la Société entomologique de Belgique, vol. 53, p. 29-43 (texte intégral).